# Asura quadrifasciata
Asura quadrifasciata är en fjärilsart som beskrevs av Rothschild 1913. Asura quadrifasciata ingår i släktet Asura och familjen björnspinnare. Inga underarter finns listade i Catalogue of Life.